# 3631 Sigyn
A 3631 Sigyn (ideiglenes jelöléssel 1987 BV1) a Naprendszer kisbolygóövében található aszteroida. Eric Walter Elst fedezte fel 1987. január 25-én.